# جان نولان (نوازنده)
جان نولان (انگلیسی: John Nolan؛ زادهٔ ۲۴ فوریهٔ ۱۹۷۸) یک موسیقی‌دان اهل ایالات متحده آمریکا است. وی از سال ۱۹۹۹ میلادی تاکنون مشغول فعالیت بوده‌است.